# Mercer (bilmärke)
Mercer Automobile Company var en amerikansk biltillverkare som byggde bilar i Trenton, Mercer County, New Jersey mellan 1909 och 1925.

## Bildgalleri

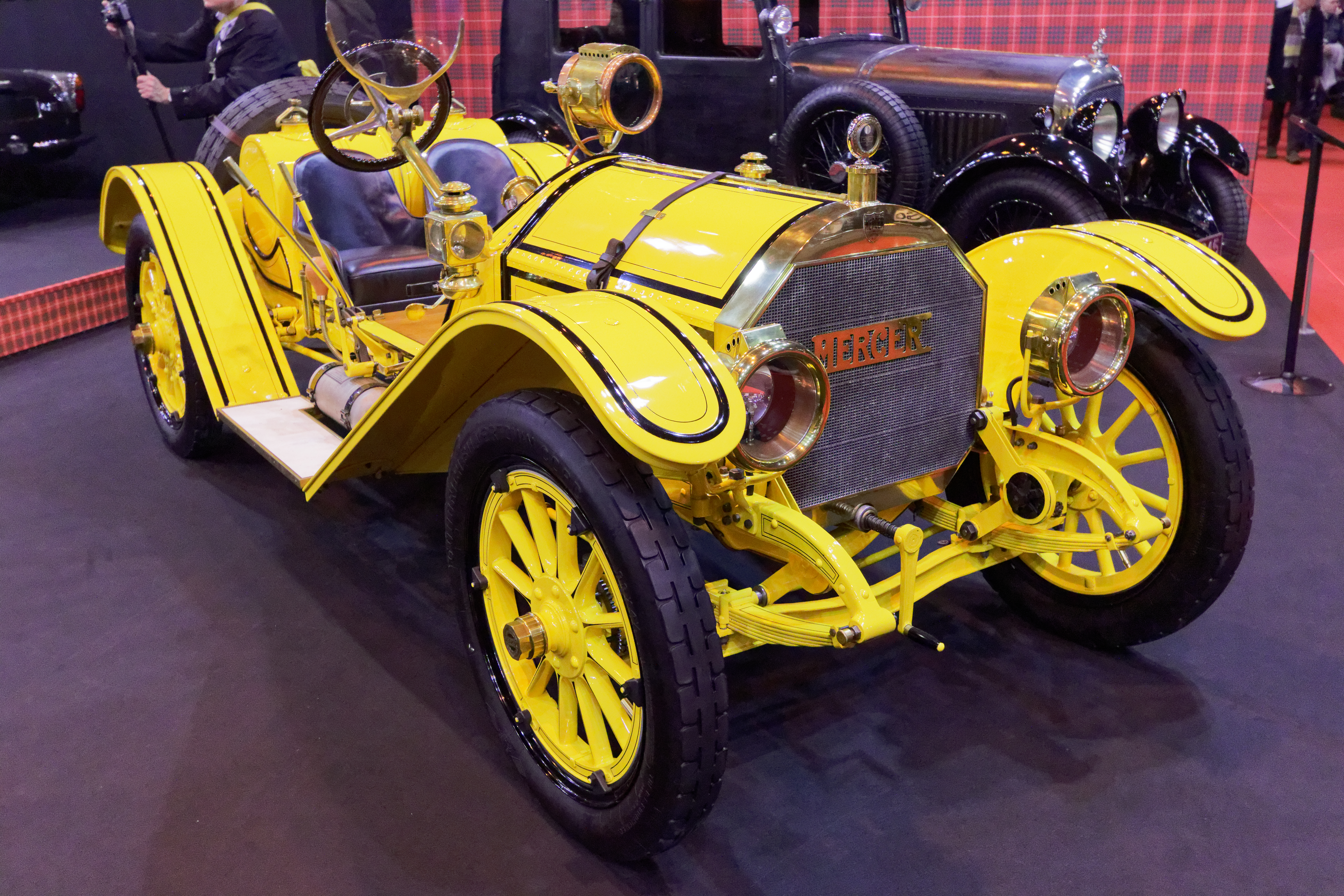
Mercer Raceabout 1912.
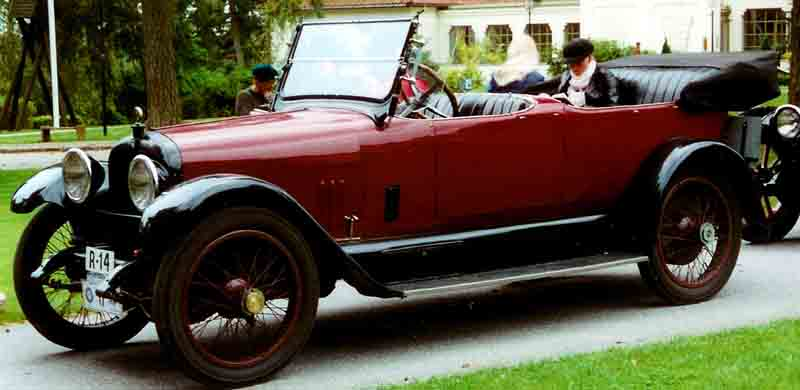
Mercer Model 22/72 1916.
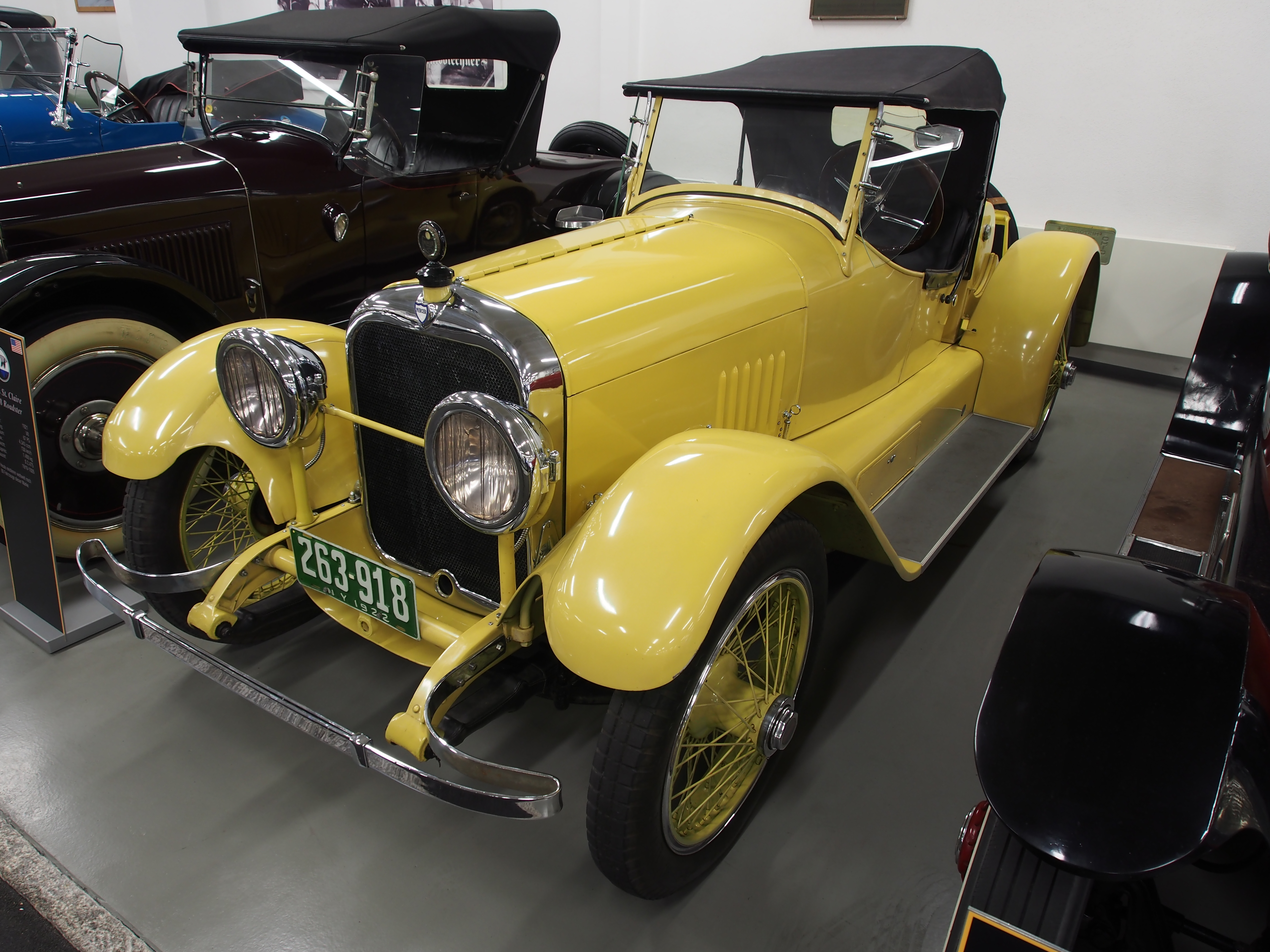
Mercer Raceabout 1922.